# Nanaimo—Alberni

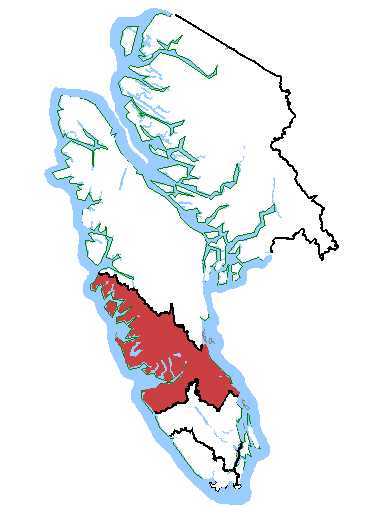
Circonscription de Nanaimo-Alberni.

Nanaimo—Alberni est une ancienne circonscription électorale fédérale canadienne de la Colombie-Britannique, représentée de 1979 à 1988 puis de 1997 à 2015.

## Circonscription fédérale
La circonscription se situe à l'ouest de la Colombie-Britannique au centre de l'île de Vancouver. Cette circonscription représentait les villes de Nanaimo, Port Alberni, Parksville, Qualicum Beach, Lantzville et Alberni-Clayoquot. 
Les circonscriptions limitrophes étaient Nanaimo—Cowichan, Île de Vancouver-Nord et West Vancouver—Sunshine Coast—Sea to Sky Country. 
Elle possédait une population de 121 434 personnes, dont 94 488 électeurs, sur une superficie de 8 945 km².

## Résultats électoraux
|       | Candidat           | Parti              | # de voix | % des voix |
|       | James Lunney       | Conservateur       | +30 469,  | 46,42 %    |
|       | Renée Amber Miller | Libéral            | +04 984,  | 7,59 %     |
|       | Zenaida Maartman   | NPD                | +25 165,  | 38,34 %    |
|       | Myron Jespersen    | Vert               | +04 482,  | 6,83 %     |
|       | Frank Wagner       | Héritage           | +00094,   | 0,14 %     |
|       | Barbara Biley      | Marxiste-léniniste | +00081,   | 0,12 %     |
|       | Jesse Schroeder    | Indépendant        | +00363,   | 0,55 %     |
| Total | Total              | Total              | 65 638    | 100 %      |

|       | Candidat      | Parti              | # de voix | % des voix |
|       | James Lunney  | Conservateur       | +28 959,  | 46,68 %    |
|       | Richard Pesik | Libéral            | +05 586,  | 9 %        |
|       | Zeni Maartman | NPD                | +19 687,  | 31,73 %    |
|       | John Fryer    | Vert               | +07 467,  | 12,04 %    |
|       | Frank Wagner  | Héritage           | +00186,   | 0,3 %      |
|       | Barbara Biley | Marxiste-léniniste | +00154,   | 0,25 %     |
| Total | Total         | Total              | 62 039    | 100 %      |

## Historique
La circonscription a été créée une première fois en 1976 à partir des circonscriptions de Comox—Alberni et de Nanaimo—Cowichan—Les Îles. Elle fut démantelée en 1987 parmi les circonscriptions de Comox—Alberni et Nanaimo—Cowichan. Elle réapparut en 1996, avec des parties de Nanaimo—Malahat—Les Îles et Nanaimo—Alberni. Abolie lors du redécoupage de 2012, elle fut redistribuée parmi Courtenay—Alberni et Nanaimo—Ladysmith.
1979 - 1988
1. 1979-1984 — Ted Miller, NPD
2. 1984-1988 — Ted Schellenberg, PC

1997 - 2015
1. 1997-2000 — Bill Gilmour, PR (député depuis 1993)
2. 2000-2015 — James Lunney, AC (2000-2003), PCC (2003-2015) et IND (2015-...)

- AC = Alliance canadienne
- NPD = Nouveau Parti démocratique
- IND = Indépendant
- PC = Parti progressiste-conservateur du Canada
- PCC = Parti conservateur du Canada
- PLC = Parti libéral du Canada
- PR = Parti réformiste du Canada

1. ↑  Élections Canada.